# Régis Charlet
Régis Charlet (* 4. Mai 1920 in Chamonix-Mont-Blanc; † 31. Oktober 1998 in La Tronche) war ein französischer Skispringer.

## Werdegang
Charlet gehörte bei den Olympischen Winterspielen 1948 zur französischen Mannschaft. Im Einzelspringen auf der Olympiaschanze sprang er auf 58 und 59,5 Meter und erreichte damit den 26. Platz.